# Betriebsorganisatorisch eigenständige Einheit
Eine betriebsorganisatorisch eigenständige Einheit (beE) ist ein Rechtsbegriff im Arbeitsförderungsrecht (seit 1. April 2012 im deutschen Recht geregelt in § 111 Abs. 3 Nr. 2 des Dritten Buches Sozialgesetzbuch (SGB III)). 
Eine beE ist dabei eine organisatorische Zusammenfassung von Arbeitnehmern innerhalb eines Unternehmens und insbesondere in einer Transfergesellschaft, wobei die beE arbeitsförderungsrechtlich isoliert so betrachtet wird, als wäre sie ein eigener Betrieb.
Der Grund für diese Betrachtung ist rein juristisch und hat nur rechtliche Auswirkungen: Viele sozialversicherungs-, steuer- und arbeitsrechtliche Rechtstatbestände knüpfen an den Begriff eines Betriebes an, was im Fall eines „normalen“, also tatsächlich tätigen Betriebes für die fraglichen Normen selten größere Abgrenzungsprobleme aufwirft. Bedeutung erlangt dies aber im „Störfall“, in der Insolvenz, bei der Ausgliederung und Abspaltung und insbesondere bei Massenentlassungen, wenn damit jeweils die Überführung erheblicher Teile der Belegschaft in eine Auffanggesellschaft (Beschäftigungs- und Qualifizierungsgesellschaft (BQG), Transfergesellschaft) verbunden ist.
Werden Arbeitnehmer in eine existierende BQG überführt, so befinden sich in jener BQG bereits Arbeitnehmer anderer Unternehmen. Da eine BQG nur Arbeitsvermittlung, Qualifizierung etc. betreibt, aber die unter Kurzarbeit „null“ (es verbleibt keine tatsächliche Arbeitszeit) geförderten Arbeitnehmer darüber hinaus nicht tatsächlich beschäftigt, wären nach den klassischen Abgrenzungskriterien alle in der BQG beschäftigten Arbeitnehmer als Angehörige des gleichen Betriebes anzusehen. Damit würde es unmöglich, die Voraussetzungen des Bezuges von Transferkurzarbeitergeld anhand der individuellen Gegebenheiten der abgebenden Unternehmen zu bestimmen. Deshalb werden die Arbeitnehmer in sogenannten betriebsorganisatorisch eigenständigen Einheiten zusammengefasst (was auch im abgebenden Unternehmen selbst möglich ist und in einigen Fällen, z. B. bei der Siemens AG, praktiziert wird), und als virtuell eigenständig behandelt, obwohl sie es faktisch nicht sind.